# Nombre octogonal centré

Représentation des nombres octogonaux centrés d'indices 2, 3, 4 et 5.

En mathématiques, un nombre octogonal centré est un nombre figuré polygonal centré qui représente un octogone avec un point au centre et tous les autres points entourant le centre en couches successives. Pour tout entier n ≥ 1, le n-ième nombre octogonal centré est donc
c'est-à-dire simplement le n-ième nombre carré impair.
Les dix premiers nombres octogonaux centrés sont 1, 9, 25, 49, 81, 121, 169, 225, 289, 361 et 441 (suite A016754 de l'OEIS).
Le chiffre des unités en base dix suit le motif 1-9-5-9-1.
La fonction tau de Ramanujan appliquée à un nombre octogonal centré donne un nombre impair, alors que pour tout autre nombre, elle donne un nombre pair.